# Arley Dinas
José Arley Dinas Rodríguez (* 16. Mai 1974 in Caloto) ist ein ehemaliger kolumbianischer Fußballspieler.

## Karriere

### Verein
Dinas begann seine Karriere bei América de Cali, wo er von 1991 bis 1997 spielte. Danach spielte er bei Deportes Tolima, Deportivo Cali, Shonan Bellmare, Millonarios FC und Boca Juniors. 2005 beendete er seine Spielerkarriere.

### Nationalmannschaft
Im Jahr 1995 debütierte Dinas für die kolumbianische Fußballnationalmannschaft. Er wurde in den Kader der CONCACAF Gold Cup 2000 und Copa América 2004 berufen. Er hat insgesamt 29 Länderspiele für Kolumbien bestritten.

## Errungene Titel
- Categoría Primera A: 1996/97, 2003